# Lacuna Coil (мініальбом)
«Lacuna Coil» — дебютний мініальбом італійського готичного альт-метал-гурту Lacuna Coil. Реліз відбувся 7 квітня 1998 року.

## Список композицій
| #     | Назва                 | Тривалість |
| ----- | --------------------- | ---------- |
| 1.    | «No Need to Explain»  | 3:37       |
| 2.    | «The Secret...»       | 4:16       |
| 3.    | «This Is My Dream»    | 4:06       |
| 4.    | «Soul Into Hades»     | 4:52       |
| 5.    | «Falling»             | 5:39       |
| 6.    | «Un Fantasma Tra Noi» | 5:22       |
| 27:52 |                       |            |

## Учасники запису
Lacuna Coil
- Андреа Ферро — чоловічий вокал
- Крістіна Скаббіа — жіночий вокал
- Рафаель Загарія — електрогітара
- Клаудіо Лео — ритм-гітара
- Марко Коті Зелаті — бас-гітара
- Леонардо Форті — барабани
- Вальдемар Соричта — клавішні